# جيمس بي جورمان
جيمس بي جورمان (بالإنجليزية: James P. Gorman)‏ هو خبير مالي ومحامي أمريكي، ولد في 14 يوليو 1958 في ملبورن في أستراليا.

## وصلات خارجية
- جيمس بي جورمان على موقع مونزينجر (الألمانية)